# Chikkakadiganahalli, Chik Ballapur
Chikkakadiganahalli là một làng thuộc tehsil Chik Ballapur, huyện Kolar, bang Karnataka, Ấn Độ.